# Bodmin
Bodmin (kornisk: Bosvena) er et sogn og historisk by i Cornwall, England. Den ligger sydvest for Bodmin Moor.
Sognet dækker stort set byen, og det er derfor hovedsageligt et urbant sogn. Mod øst ligger Cardinham, mod syd øst Lanhydrock, mod sydvest og vest Lanivet, og mod nord ligger Helland.
Ved en folketælling i 2001 havde Bodmin 12.778 indbyggere. Befolkningstallet var øget til 14.736 i 2011. Det var tidligere county town i Cornwall indtil Crown Court flyttede til Truro, der også er det administrative centrum (før 1835 var Cornwalls county town Launceston). Bodmin var også i det administrative North Cornwall District indtil lokalregeringen blev omorganiseret i 2009, hvor Districts ophørte. Byen er en del af North Cornwall-valgkredsen, som repræsenteret af Scott Mann MP.
Bodmin Town Council består af 16 personer, som vælges for fire år. Hvert år vælger rådet et medlem til borgmester og formand for rådet.